# Halífa Nemzetközi Stadion
A Halífa Nemzetközi Stadion (arabul: ملعب خليفة الدولي), más néven Nemzeti Stadion, egy stadion Dohában, Katarban, a Doha Sportváros komplexum része. Nevét Tamím bin Hamád Al Tániról kapta, aki Katar emírje volt. Itt tartották a 2011-es Ázsia-kupa döntőjét és otthont fog adni a 2022-es labdarúgó-világbajnokságnak. 2017-ben a Global Sustainability Assessment System négy csillagot adott neki, az első stadion, ami ezt megkapta.

## Története
A stadion 1976-ban nyitott meg. 1992-ben otthont adott a 11. Perzsa-öböl Kupa 15 mérkőzésének, amely alkalommal Katar első lett. 2005-ben felújították és bővítették a stadiont, a 2006-os ázsiai játékok előtt, hogy 20,000 helyett 40,000 ember férjen be az arénába. A stadion nyugati oldalát tető fedi.
A 2005-ös felújítás előtt a stadiont főként csak labdarúgásra használták, de több más sportot is képes befogadni. A katari labdarúgó-válogatott hazai stadionja. A 2011-es Pán-Arab játékokon hat mérkőzést tartott a csoportkörben, a negyeddöntőben, az elődöntőben, és a döntőt.
Újabb felújításokat követően 2017 májusában nyitották meg.
2019-es atlétikai világbajnokságot is ebben a stadionban tartották, szeptemberben és októberben.
2019 decemberében két mérkőzést is itt tartottak FIFA-klubvilágbajnokságon.
A stadion kapacitását tervezték 68,000 főre bővíteni, miután bejelentették, hogy a 2022-es labdarúgó-világbajnokság egyik stadionja lesz.

## Fontosabb események

### Rendezett tornák
- 11. Perzsa-öböl Kupa
- 17. Perzsa-öböl Kupa
- 2006-os ázsiai játékok
- 2011-es Ázsia-kupa (csoportkör, negyeddöntő, elődöntő, döntő)
- 2011-es Pán-Arab játékok (csoportkör, negyeddöntő, elődöntő, döntő)
- 2019-es atlétikai világbajnokság
- 2019-es FIFA-klubvilágbajnokság
- 24. Perzsa-öböl Kupa
- 2021-es FIFA Arab Kupa
- 2022-es labdarúgó-világbajnokság

### 2011-es Ázsia-kupa
| Dátum      | Időpont (AST) | Csapat 1    | Eredmény | Csapat 2    | Forduó      |
| ---------- | ------------- | ----------- | -------- | ----------- | ----------- |
| 2011-01-07 | 19:15         | Katar       | 0–2      | Üzbegisztán | A csoport   |
| 2011-01-12 | 19:15         | Kína        | 0–2      | Katar       | A csoport   |
| 2011-01-16 | 19:15         | Katar       | 3–0      | Kuvait      | A csoport   |
| 2011-01-21 | 19:25         | Üzbegisztán | 2–1      | Jordánia    | Negyeddöntő |
| 2011-01-25 | 19:25         | Üzbegisztán | 0–6      | Ausztrália  | Elődöntő    |
| 2011-01-29 | 18:00         | Ausztrália  | 0–1      | Japán       | Döntő       |

### Barátságos mérkőzések
| Dátum      | Időpont (AST) | Csapat 1      | Eredmény | Csapat 2   |
| ---------- | ------------- | ------------- | -------- | ---------- |
| 2009-11-14 | 19:15         | Brazília      | 1–0      | Anglia     |
| 2010-11-17 | 19:15         | Brazília      | 0–1      | Argentína  |
| 2010-11-18 | 18:00         | Katar         | 0–1      | Haiti      |
| 2010-12-16 | 18:00         | Katar         | 2–1      | Egyiptom   |
| 2010-12-22 | 16:00         | Katar         | 2–0      | Észtország |
| 2010-12-28 | 19:15         | Katar         | 0–0      | Irán       |
| 2013-02-06 | 21:00         | Spanyolország | 3–1      | Uruguay    |
| 2018-09-07 | 19:00         | Katar         | 1–0      | Kína       |
| 2018-09-11 | 19:00         | Katar         | 3–0      | Palesztina |
| 2018-12-31 | 20:00         | Katar         | 1–2      | Irán       |

### 2022-es labdarúgó-világbajnokság
| Dátum              | Idő   | Csapat 1              | Végeredmény | Csapat 2                      | Forduló       | Nézőszám |
| ------------------ | ----- | --------------------- | ----------- | ----------------------------- | ------------- | -------- |
| 2022. november 21. | 16:00 | Anglia                | 6–2         | Irán                          | B csoport     | 45 334   |
| 2022. november 23. | 16:00 | Németország           | 1–2         | Japán                         | E csoport     | 42 608   |
| 2022. november 25. | 19:00 | Hollandia             | 1–1         | Ecuador                       | A csoport     | 44 833   |
| 2022. november 27. | 19:00 | Horvátország          | 4–1         | Kanada                        | F csoport     | 44 374   |
| 2022. november 29. | 18:00 | Ecuador               | 1–2         | Szenegál                      | A csoport     | 44 569   |
| 2022. december 1.  | 22:00 | Japán                 | –           | Spanyolország                 | E csoport     |          |
| 2022. december 3.  | 18:00 | A csoport győztese    | –           | B csoport második helyezettje | Nyolcaddöntő  |          |
| 2022. december 17. | 18:00 | 61. mérkőzés Vesztese | –           | 62. mérkőzés Vesztese         | Bronzmérkőzés |          |